# Formicivora erythronotos
A Formicivora erythronotos a madarak osztályának verébalakúak (Passeriformes) rendjébe és a hangyászmadárfélék (Thamnophilidae) családjába tartozó faj.

## Rendszerezése
A fajt Gustav Hartlaub német ornitológus írta le 1852-ben.

## Előfordulása
Brazíliában, Rio de Janeiro állam területén, az Atlanti-óceán keskeny parti részén honos. Természetes élőhelyei a szubtrópusi vagy trópusi síkvidéki cserjések, valamint ültetvények.

## Megjelenése
Testhossza 11 centiméter.
|  |  |

## Életmódja
Rovarokkal és pókokkal táplálkozik.

## Természetvédelmi helyzete
Az elterjedési területe kicsi, egyedszáma pedig 1700 példány alatti és csökken. A Természetvédelmi Világszövetség Vörös listáján veszélyeztetett fajként szerepel.